# Halecium nanum
Halecium nanum är en nässeldjursart som beskrevs av Joshua Alder 1859. Halecium nanum ingår i släktet Halecium och familjen Haleciidae. Inga underarter finns listade i Catalogue of Life.